# Neobatrachus albipes
A Neobatrachus albipes a kétéltűek (Amphibia) osztályának békák (Anura) rendjébe, a mocsárjáróbéka-félék (Limnodynastidae) családjába, azon belül a Neobatrachus nembe tartozó faj.

## Előfordulása
Ausztrália endemikus faja. Az ország Nyugat-Ausztrália államának déli részén, a Stirling-hegyvonulattól kelet felé Coolgardie-ig és a Cape Aridig, dél felé a Great Eastern Highway országútig honos.

## Megjelenése
Közepes méretű békafaj, a hímek hossza 32,2–45,4 mm, a nőstényeké 35,3 mm. Feje orrcsúcsa felé meredeken lejt, fejének szélessége kisebb mint annak hossza. Feje felülnézetben lekerekített, oldalnézetben csaknem laposnak és szögletesnek tűnik. Orrnyílásai felfelé néznek, nagy szeme feltűnő. Bár hallószervét (tympanum) bőr borítja, jól kivehető. Hallószervétől hátának közepéig jól látható kiválasztó mirigyek sorakoznak. Végtagjai közepesen fejlettek. Mellső lábainak ujjai között nincs úszóhártya, hátsó lábaién viszont van. A hímek első ujján hüvelykvánkos található.
Színét képes a környezetének megfelelően változtatni, hogy beolvadjon abba. Sötét háttér esetén háta barna, elmosódott sötétebb mintázattal. Szemei felett világosabb "V"-alakú folt látható. Világosabb háttér esetén hátának színe a fakó szürkétől a világos sárgászöldig terjedhet, ez különösen igaz az oldalára és testének hátsó felére. Mellső és hátsó lábfejének színe mindkét esetben fehér, emiatt kapta angol nevét, a fehérlábú békát (white-footed frog). Hasi oldala, lábai, mellső lábainak felső része krémfehér. Bokájának bőre áttetsző, alatta sötétbarna izmok látszanak.

## Életmódja
Szaporodása heves esők után, egy-két nap alatt, váratlanul következik be a kialakult időszakos pocsolyákban. A legintenzívebb csapadékos időszak jellemzően ősszel (május elején) érkezik el. Ez a faj legjellemzőbb szaporodási időszaka. A párzás amplexus útján történik.

## Természetvédelmi helyzete
A vörös lista a nem fenyegetett fajok között tartja nyilván. Elterjedési területén számos védett terület található Nyugat-Ausztráliában.